# إدوارد ميشوت
إدوارد ميشوت (مواليد 4 مارس 2003) هو لاعب كرة قدم فرنسي يلعب في مركز خط الوسط في نادي باريس سان جيرمان.